# Spartak Kyiv
Spartak Kyiv (ukrainsk: Київ Спартак, russisk: Киев Спартак) er en kvindehåndboldklub fra Kyiv, Ukraine, som blev stiftet i 1962.
Klubben er (pr. 2010) fortsat indehaver af rekorden for flest titler i Mesterholdenes Europa Cup i håndbold, som den vandt 13 gange i perioden 1969-1988. Holdet blev sovjetisk mester 20 gange, men efter opsplitningen af Sovjetunionen i 1991 kunne holdet ikke opretholde dets tidligere dominans, og har i perioden 1992-2009 "kun" vundet det ukrainske mesterskab to gange (i 1996 og 2000), mens konkurrenten HC Motor har sejret 15 gange.

## Titler
- Mesterholdenes Europa Cup i håndbold: 1969-70, 1970-71, 1971-72, 1972-73, 1974-75, 1976-77, 1978-79, 1980-81, 1982-83, 1984-85, 1985-86, 1986-87, 1987-88
- Sovjetisk mester: 1969, 1970, 1971, 1972, 1973, 1974, 1975, 1976, 1977, 1978, 1979, 1980, 1981, 1982, 1983, 1984, 1985, 1986, 1987, 1988
- Ukrainsk mester: 1992, 1996, 2000